# II. Kónsztasz bizánci császár
II. Kónsztasz, magyarosan Konstans (görögül: Κώνστας Β', latinul: Constans, Konstantinápoly, 630. november 7. – Siracusa, 668. szeptember 15.) a Bizánci Birodalom császára 641-től haláláig, III. Kónsztantinosz és Gregoria elsőszülött fiúgyermeke volt. A Kónsztasz név a koronázásakor felvett Kónsztantinosz rövidített változata, és már életében így nevezték.

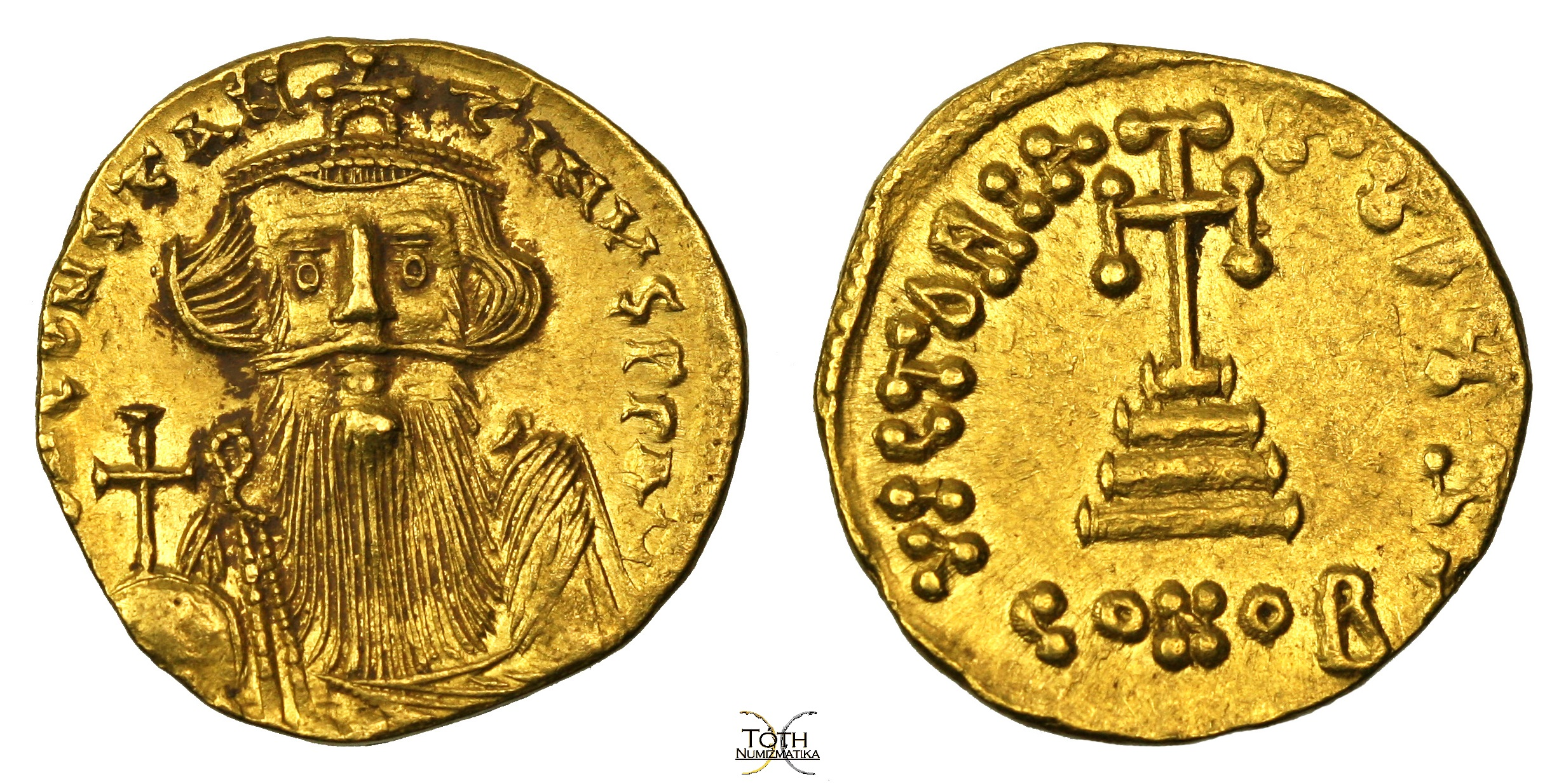
II. Kónsztantinosz, a "Szakállas" császár arany solidusa

## Az első évek
Tízéves volt, amikor társcsászárként trónra tették a III. Kónsztantinosz halálával a 15 éves Hérakleónasz császárt és anyját, Martinát vádoló politikai erők, akik szeptemberben le is mondatták és száműzték a két politikust. Kónsztasz a senatusnak köszönhette trónját és egyeduralmát, a testület pedig II. Pál konstantinápolyi pátriárka egyetértésével igyekezett ellenőrzése alá vonni a gyermekcsászárt, ez azonban az ifjú autokrata törekvései miatt csak néhány évig sikerült. 644-ben Valentinosz tábornok, aki nagy szerepet játszott társcsászári kinevezésében, sikertelenül igyekezett átvenni a hatalmat.

## Harc az arabok ellen

### Egyiptom
Kónsztasz uralkodása kezdetén a keleti tartományokat elözönlötték a muszlim arabok, és a Martina ösztönzésére Kürosz pátriárka által aláírt szerződés révén Egyiptom megszállása is megkezdődött. A bizánciak evakuálták a gazdag tartományt, Alexandriát szeptember 12-én hagyták el. Amr ibn al-Ász, az arabok hadvezére szeptember 29-én vonult be, és innen folytatta expedícióit Észak-Afrika meghódítására. Először Pentapolisz, majd 643-ban Tripolisz esett el. Amikor az új kalifa, Oszmán 644-ben visszarendelte Ibn al-Ászt, Manuél parancsnok vezetésével a bizánciak ellencsapást indítottak, és meglepetésszerű támadással visszaszerezték Alexandria városát. A hadvezér azonnal visszatért, és 646-ban végleg kiűzte Egyiptomból a bizánci hadakat.

### A Földközi-tenger és Anatólia
Ibn al-Ász mellett Szíria helytartója, a később kalifává választott Muávija is sok gondot okozott Konstantinápolynak. Az arab hadak 642 óta támadták Örményországot, 647-ben pedig betörtek Kappadókia és Phrügia területére. Kaiszareiát sikerült is elfoglalniuk, de Amorion erődítményével már nem birkóztak meg. Így is hatalmas zsákmánnyal tértek haza. Muávija nevéhez fűződik az arab flotta kiépítése. 649-ben a hajóhad elfoglalta Ciprust, majd a bizánciak által kikönyörgött fegyverszünet során megerősödve 654-ben arab kézre került Rhodosz és Kosz, Krétát pedig kirabolták és végigdúlták a muszlimok. (Ekkor adták el egy edesszai zsidó kereskedőnek az I. e. 225-ben földrengésben megsemmisült Rodoszi kolosszus maradványait.)
Muávija célja egyértelműen Konstantinápoly volt, és 655-ben a császár úgy döntött, hogy ellencsapást indít. A finikei csata az arabok teljes győzelmével végződött, de Muávija nem tudta learatni a babérokat, mivel egyre jobban belebonyolódott az Oszmán alatt kibontakozó belharcokba. 656-ban Oszmánt meg is gyilkolták, mire Ali ellenében Muávija is síkra szállt a trónért. Ilyen helyzetben kénytelen volt békét kötni Bizánccal, sőt még rendszeres adófizetésre is kötelezte magát. 661-ben Alit meggyilkolták, Muávija pedig egymaga maradt kalifának. 663-tól évente ismétlődtek az arab támadások Anatóliában, amelyek jelentős pusztítással jártak, bár a muszlimok nem vetették meg tartósan a lábukat a területen. A döntő összecsapásra a tengeren került sor, de már évekkel Kónsztasz halála után.

## Lázadások

### Észak-Afrika
Kónsztasz továbbra is fenntartotta valláspolitikájában a monothelétizmust, amit Hérakleiosz vezetett be, III. Konstantin elvetett, majd Hérakleónasz ismét propagálni kezdett. Az ezzel szemben ellenséges monofizita lakosság jórészt arab fennhatóság alá került az eltelt kb. húsz évben, de az ortodox ellenzék továbbra is problémát okozott. Az Afrikai Exarchátus volt az utóbbi mentsvára, itt tevékenykedett Maximus Confessor egyházatya is. Az elkeseredett afrikai bizánciak és mórok támogatásával Gergely exarcha császárrá is kiáltotta ki magát, de Konstantinápolynak ezúttal kapóra jöttek a muszlim seregek. Az arabok 647-ben betörtek a tartományba, és a harcban a bitorló is elesett.

### Itália
649-ben I. Márton pápa foglalta el Szent Péter trónját, ám császári jóváhagyás nélkül. Még zsinatot is összehívott a Lateránba, ahol a megjelent 105 püspök elítélte Kónsztansz valláspolitikáját. Ez kiváltotta a császár dühét, és utasította a Ravennai Exarchátust vezető Olümpioszt, hogy fogassa el Mártont. Az exarcha azonban az itáliai közhangulatot érzékelve inkább az egyházfő mellé állt, és Grégorioszhoz hasonlóan császárnak proklamálta magát. Konstantinápolyban ekkor még Muávija tengeri terjeszkedése volt a legnagyobb gond, így ez a probléma is beavatkozás nélkül oldódott meg: 652-ben Olümpiosz ellencsászár elhalálozott, exarcha-utódja pedig 653-ban titokban végrehajtotta a páparablást. A bitorló támogatása miatt hazaárulónak kikiáltott pápát eredetileg halálra ítélték, de később a bántalmazott, beteg öregember száműzéséről döntöttek. Kherszónban fejezte be az életét nyomorúságos körülmények között 656-ban.

## Vallásügyek
Nemsokára Maximus Confessort is a senatus elé idézték, ám a kínvallatás ellenére nem volt hajlandó elfogadni a császár intézkedéseit. Grégoriosz támogatása és az ún. Tüposz elutasítása miatt száműzték, több helyszín után végül Lazikában, Szkhemarium erődjében hunyt el 662-ben. Maximusszal egyúttal az egyház függetlenségének egyik legnagyobb élharcosa veszett oda.
A Tüposz II. Kónsztasz kísérlete volt a kereszténységet megosztó viták felszámolására. Ez hatálytalanította a monotheléta Ekthésziszt, de állásfoglalás helyett megtiltotta, hogy energia és akarat kérdéséről bárki vitázhasson. Ismét bebizonyosodott, mint az 5. században, Zénón idején hozott Hénótikon esetében, hogy a dogmatikai vitát felülről jövő, egyik felet sem kielégítő megoldással zárják le.

## Nyugati törekvések

### A Balkán
A keleten felszabadult bizánciak 658-ban nyugaton, a szlávok területein, az ún. Szklaviniákban arattak jelentős győzelmet. Maurikiosz óta, azaz több mint fél évszázados késéssel ez volt az első támadás a Balkánt elözönlő népek ellen. A korabeli források szűkszavúak, de valószínűleg a császár főségét sikerült elismertetni Makedónia területén. Az óriási mennyiségű betelepedett szlávval természetesen nem lehetett megbirkózni, bár ekkoriban kezdődött meg egyes csoportjaik áttelepítése Ázsiába.

### Költözés Konstantinápolyból
Tetteivel Kónsztasz nem csak az itáliai és észak-afrikai ortodox alattvalók bizalmát vesztette el. Nagy vihart kavart, amikor 660-ban pappá szenteltette, majd kivégeztette fivérét, Theodoszioszt, mivel annak beleszólása volt az államügyekbe. Amikor az utcákon már-már Káinnak nevezték, meggyőződése csak erősebbé vált: ideje nyugatra költöznie. Tette nem gyávaság volt, hiszen az arab veszedelemmel szemben helytállt Konstantinápolyban is. Valószínűleg meg kívánta erősíteni az ellenőrzést a nyugati tartományok felett, aminek személyes jelenléte adott volna nyomatékot.
Útja során a legjelentősebb városokban hosszabb időre megállt, így Thesszalonikében majd Athénban. 663-ban kelt át Tarentumba, ahonnan háborúba kezdett a longobárdokkal. Mivel azonban nem volt kellő hadereje és utánpótlása, kisebb sikerek után Beneventumot már nem tudta bevenni, és inkább Nápolyon keresztül Róma városába vonult. Vitaliánusz pápa és a klérus 6 mérfölddel a kapuk előtt fogadta, majd a 12 napig tartó reprezentatív látogatást követően – 476 óta ez volt az első eset, hogy császár járt Rómában – Kónsztasz délre indult, hogy megvédje Szicília szigetét az arab flottától.
Új székhelyét Szürakuszaiban rendezte be, és csak a konstantinápolyi nép ellenállása akadályozta meg abban, hogy családját és teljes udvarát is ide telepítse. A helyválasztás kitűnő volt, mert mind az arabok, mind a longobárdok ellen védettséget biztosított, illetve az ellenük indítandó hadműveletek bázisául szolgálhatott. Kónsztasz itt töltött, utolsó öt évéről kevés információnk van, de valószínűnek tűnik, hogy a császár és kísérete ellátása céljából növelt terhek és Kónsztasz zsarnoki természete elkeserítették a helyieket.

## II. Kónsztasz halála és öröksége
668. szeptember 15-én egy szolgája a fürdőben gyilkolta meg a császárt. Az összeesküvés az uralkodó közvetlen környezetében szövődött, ide tartozott a katonák által császárrá kikiáltott örmény Mezeziosz is. A bitorlót a ravennai exarcha verte le, II. Kónsztasz maradványait a konstantinápolyi Szent Apostolok templomban helyezték örök nyugalomra.
A császár utódja a 654-ben társcsászárrá tett IV. Kónsztantinosz lett, aki mellett 659 óta öccsei, Tiberiosz és Hérakleiosz is baszileuszi rangot viselt, míg bátyjuk meg nem fosztotta őket rangjuktól és orruktól 681-ben.